# Пустотино (Рязанская область)
Пустотино — село в Кораблинском районе Рязанской области, административный центр Пустотинского сельского поселения.

## Географическое положение
Село расположено на берегу реки Мостья в 25 км на северо-восток от райцентра Кораблино.

## История
Пустотино в качестве села упоминается в списке с писцовых Ряжских книг 1629-31 годов Григория Киреевского и описывается за князем Алексеем Никитичем Трубецким, в селе церковь во имя Обновления храму Воскресения Господа Бога и Спаса нашего Иисуса Христа, а другая церковь великого Чудотворца Николы. В окладных книгах 1676 года в селе значится уже одна Воскресенская церковь. В 1770 году Воскресенская церковь была возобновлена. В 1853 году в селе построена была каменная церковь. Престолов в ней было три: средний в честь Обновления храма Воскресения, в честь Божьей Матери всех скорбящих Радости и во имя св. Николая.
В XIX — начале XX века село являлось центром Пустотинской волости Ряжского уезда Рязанской губернии. В 1906 году в селе было 473 двора.
С 1929 года село являлось центром Пустотинского сельсовета Кораблинского района Рязанского округа Московской области, с 1937 года — в составе Рязанской области, с 2005 года — центр Пустотинского сельского поселения.

## Население
| 1859 | 1897  | 1906  | 2010 |
| ---- | ----- | ----- | ---- |
| 1925 | ↗3195 | ↗3809 | ↘340 |

## Инфраструктура
В селе имеются Пустотинская средняя школа, детский сад, дом культуры. 